# حسین محقق بانکی
حسین محقق بانکی سیاستمدار، نماینده سابق دورهٔ دوم مجلس شورای اسلامی در حوزه انتخابیه شهرستان کرج بود.